# Weddings, Barmitzvahs & Stadiums Tour
Weddings, Barmitzvahs & Stadiums Tour – szósta trasa koncertowa Robbie’ego Williamsa; w jej trakcie odbyło się dwadzieścia pięć koncertów.
1. 30 czerwca 2001 – Roskilde, Dania – Roskilde Festival
2. 6 lipca 2001 – Dublin, Irlandia – Landsdowne Road
3. 7 lipca 2001 – Dublin, Irlandia – Landsdowne Road
4. 14 lipca 2001 – Cardiff, Walia – Millennium Stadium
5. 15 lipca 2001 – Cardiff, Walia – Millennium Stadium
6. 20 lipca 2001 – Milton Keynes, Anglia – National Bowl
7. 21 lipca 2001 – Milton Keynes, Anglia – National Bowl
8. 22 lipca 2001 – Milton Keynes, Anglia – National Bowl
9. 27 lipca 2001 – Manchester, Anglia – Old Trafford Cricket Ground
10. 28 lipca 2001 – Manchester, Anglia – Old Trafford Cricket Ground
11. 29 lipca 2001 – Manchester, Anglia – Old Trafford Cricket Ground
12. 4 sierpnia 2001 – Glasgow, Szkocja – Hampden Park
13. 5 sierpnia 2001 – Glasgow, Szkocja – Hampden Park
14. 11 sierpnia 2001 – Kolonia, Niemcy – RheinEnergieStadion
15. 18 października 2001 – Hongkong, Chiny – Hong Kong Coliseum
16. 20 października 2001 – Singapur – Singapore Indor Stadium
17. 26 października 2001 – Tajpej, Tajwan – The Super Dome
18. 1 listopada 2001 – Perth, Australia – Perth Entertainment Centre
19. 3 listopada 2001 – Adelaide, Australia – Adelaide Entertainment Centre
20. 5 listopada 2001 – Melbourne, Australia – Rod Laver Arena
21. 8 listopada 2001 – Sydney, Australia – Sydney Entertainment Centre
22. 11 listopada 2001 – Brisbane, Australia – Brisbane Entertainment Centre
23. 13 listopada 2001 – Christchurch, Nowa Zelandia – Westpac Arena
24. 16 listopada 2001 – Wellington, Nowa Zelandia – Westpac Stadium
25. 18 listopada 2001 – Auckland, Nowa Zelandia – Ericsson Stadium